# BAKADISSA LOPES CHRIST MARFAIT
Bakadissa Lopes Christ Marfait (né le 15 janvier 2002 à Pointe-Noire) est un administrateur et gestionnaire d’entreprise congolais, entrepreneur, rédacteur de contrats et artiste musicien connu sous le nom de scène Mercure l’Artiste.

## Biographie

### Origines et formation
Il est le fils de Mboumina Bakadissa Jean Parfait, de nationalité congolaise, et de Martine Rosa, de nationalité angolaise-portugaise.  Né et élevé à Pointe-Noire, il bénéficie d’un héritage culturel pluriel (congolais, angolais et portugais).  Il suit des études en administration et gestion d’entreprise, avec une spécialisation en gestion des ressources humaines.

### Carrière professionnelle
En tant qu’administrateur et gestionnaire, il intervient dans le conseil en gestion des ressources humaines, la rédaction de contrats et l’accompagnement d’initiatives entrepreneuriales.  Il contribue au développement de petites et moyennes entreprises en République du Congo.

### Carrière artistique
Sous le pseudonyme Mercure l’Artiste, il débute dans la musique urbaine.  Il figure sur EasyZic, un annuaire musical, confirmant son nom réel, sa date et lieu de naissance, ainsi que son style musical .  Son répertoire est ancré dans la chanson urbaine congolaise.  Il se produit régulièrement à Pointe-Noire lors de concerts ou événements culturels.

## Vie personnelle
Son métissage culturel influence tant ses engagements professionnels que son expression artistique.